# Gadolinium-152
Gadolinium-152 of 152Gd is een langlevende radioactieve isotoop van gadolinium, een lanthanide. De abundantie op Aarde bedraagt ongeveer 0,2%.
Gadolinium-152 ontstaat onder meer bij het radioactief verval van europium-152, terbium-152 en dysprosium-156.
{\displaystyle {\ce {{^{152}_{63}Eu}->{^{152}_{64}Gd}+{e^{-}}+{\bar {\nu }}_{e}}}}
{\displaystyle {\ce {{^{152}_{65}Tb}->{^{152}_{66}Dy}+{e^{-}}+{\bar {\nu }}_{e}}}}
{\displaystyle {\ce {{^{156}_{66}Dy}->{^{152}_{64}Gd}+\,_{2}^{4}\alpha }}}

## Radioactief verval
Gadolinium-152 bezit een halveringstijd van 1 × 1014 jaar. Het vervalt vrijwel volledig door alfaverval naar de langlevende radio-isotoop samarium-148:
{\displaystyle {\ce {{^{152}_{64}Gd}->{^{148}_{62}Sm}+\,_{2}^{4}\alpha }}}
De vervalenergie hiervan bedraagt 2,20305 MeV. 
De rest vervalt tot de stabiele isotoop samarium-152:
{\displaystyle {\ce {{^{152}_{64}Gd}->{^{152}_{63}Eu}+{e^{+}}+{\nu }_{e}}}}
{\displaystyle {\ce {{^{152}_{63}Eu}->{^{152}_{62}Sm}+{e^{+}}+{\nu }_{e}}}}
De vervalenergie bedraagt −1,98984 MeV.
133Gd · 134Gd · 135Gd · 136Gd · 137Gd · 138Gd · 138mGd · 139Gd · 139mGd · 140Gd · 141Gd · 141mGd · 142Gd · 143Gd · 143mGd · 144Gd · 145Gd · 145mGd · 146Gd · 147Gd · 147mGd · 148Gd · 149Gd · 150Gd · 151Gd · 152Gd · 153Gd · 153m1Gd · 153m2Gd · 154Gd · 155Gd · 155mGd · 156Gd · 156mGd · 157Gd · 158Gd · 159Gd · 160Gd · 161Gd · 162Gd · 163Gd · 164Gd · 165Gd · 166Gd · 167Gd · 168Gd · 169Gd · 170Gd